# Waitangi (îles Chatham)
Pour les articles homonymes, voir Waitangi.
Waitangi (« eaux qui pleurent » en maori) est le port et l'établissement principal des îles Chatham de Nouvelle-Zélande. Il est situé sur la côte sud de la baie de Petre, elle-même sur la côte ouest de l'île Chatham (l'île principale de l'archipel). Il a une population d'environ 300 personnes, 50 % du total des îles Chatham (609 personnes lors du recensement de 2006).
Waitangi a la particularité d'être l'antipode d'un petit village français : Alzon, situé dans le Gard. Ce cas est presque unique en France métropolitaine avec la commune de Bouillé-Ménard en Maine-et-Loire.